# Фахреддин Бахрам-шах
Фахреддин Бахрам-шах (тур. Fahreddin Behram Şah) — правитель части бейлика Менгюджекогуллары с центром в Эрзинджане с 1160, 1162, 1165 или 1167 года по 1220 или 1225 год. Он правил около 60 лет и поддерживал дружественные отношения с пятью сельджукскими султанами. Бахрам покровительствовал Абдуллатифу аль-Багдади, Бахаеддину Валаду, Низами Гянджеви.

## Биография
Отцом Бахрама был Алаэддин Давуд-шах I, правитель части бейлика Менгюджекидов с центром в Кемахе, а затем Эрзинджане.
В 1161 году Бахрам-шах, предположительно, участвовал в походе, организованном туркменскими беями. Вскоре Бахрам-шах наследовал отцу и стал правителем в Эрзинджане. По мнению турецких историков Ф. Сюмера и А. Ёнгюля, это произошло в 1162 году, но есть и другие версии. Нигдели Кади Ахмед, писавший в 1332—1333 годах, относил начало правления Фахреддина Бахрам-шаха к 1165 году. Турецкий историк О. Туран так же называет этот год. Р. Шукуров относил начало правления Бахрама к 1167 году, а К. Каэн — к 1160. Бахрам-шах был вторым правителем этой ветви.
В 1164 году после смерти Данышмендида Ягибасана Кылыч-Арслан II аннексировал территории Данышмендидов и часть территорий Менгюджекидов. В этот же период Фахреддин Бахрам-шах женился на дочери Кылыч-Арслана II. У эмира были хорошие отношения с тестем. Именно Бахрам способствовал примирению Кылыч-Арслана II и его сына, правившего в Сивасе Кутбеддина Мелик-шаха. Проблема была в том, что имевший большое влияние на султана визирь, Ихтияруддин Хасан, сообщил ему, что Мелик-шах стремится занять трон. Будучи старшим сыном, он считал себя законным наследником и не мог смириться с тем, что отец предпочитал другого сына. Визирь советовал султану опасаться сына. Кутбеддин Мелик-шах действительно двинулся на Конью. В его планы входило заставить отца отдать ему трон. Кылыч-Арслан сопротивлялся. Мелик-шаху пришлось вернуться в Сивас. В защиту Мелик-шаха выступил Бахрам, потому что Мелик-шах правил в Сивасе и был соседом Менгюджекидов. Бахрам-шах приехал в Конью и убедил своего тестя Кылыч-Арслана удалить Ихтияруддина Хасана в Эрзинджан. Люди считали его виновником конфликта между отцом и сыном. Визирь должен был оставаться в Эрзинджане до тех пор, пока отношения между отцом и сыном не улучшились. Когда визирь отправился в путь, его сопровождали 200 человек его родственников, слуг и охранников. Все они были убиты туркменами по дороге. Эти события разными историками датируются 1181, 1188 или 1189 годом.
После смерти Кылыч-Арслана в 1192 году Бахрам-шах продолжал служить сельджукам. Усиление Грузии вызывало беспокойство у сельджукских султанов. Согласно грузинской хронике, султан 
Рукнеддин Сулейман-шах отправил к правившей в Грузии царице Тамаре посла, который не только передал предупреждение султана, но и оскорбил царицу угрозой, что она станет наложницей Сулеймана. Амирспасалар Грузии Закариа Мхаргрдзели ударил посла, а Тамара отправила навстречу сельджукам войско под командованием своего мужа Давида Сослана. В 1202 году в битве при Басиани грузины одержали блестящую победу над многочисленным врагом. Бахрам участвовал в этой кампании. Как и многие выжившие с мусульманской стороны, он был взят в плен грузинами.
Согласно грузинской хронике, после пленения «вслед за знаменем Нукардена двинулся сначала командир Эзинки, затем другие видные деятели, некоторые из которых были представлены Тамар. Она обратилась ко всем ним со словами утешения, допустила их к пышному пиру и сделала подарки каждому по его чину, затем раздала их по разным крепостям, за исключением господина Эзинки, которого она держала в плену в Тифлисе, с учётом прежних отношений уважения и дружбы. Позднее это лицо, столь великое, столь прославленное, было продано ею за подкову». Во время пребывания Бахрама в плену царица Тамара относилась к нему не как к пленнику, а как к гостю. За участие в этой экспедиции Бахрам-шах получил титул «Гази». 
По мнению М. Броссе, «командир Эзинки», упоминаемый Абу-ль-Фидой без имени как соратник Кылыч-Арслана II, может быть тем же персонажем. Турецкий историк Ф. Сюмер писал, что к Бахраму отнеслись с уважением и отпустили без выкупа, поскольку грузины знали, что он добродетельный правитель.
За время долгого правления Бахрам-шаха сменилось пять сельджукских султанов: Кылыч-Арслан II, Кей-Хосров, Сулейман-шах, Кейкавус I, Кей-Кубад I. В 1225 году Бахрам-шах умер в Эрзинджане (согласно К. Каэну — в 1220). По местному преданию, он захоронен в разрушенной гробнице у села Ашагы Ула в окрестностях Эрзинджана, известной как Гробница Малика Фахреддина. Турецкий историк Ф. Шумер сомневался, что легенда соответствует действительности.

## Личность
Бахрам-шах ценил учёных, поэтов и литературных деятелей. Поэт Низами Гянджеви посвятил ему своё знаменитое произведение под названием «Махзан аль-асрар». Эмир в ответ прислал ему 5000 золотых монет, пять мулов, пять экипированных лошадей и одеяния в качестве подарков. В главе «Прославление царя Фахраддина Бахрамшаха — сына Дауда» Низами проводит параллель между Бахрамом и полулегендарным сасанидским царём Бахрам Гуром, и там же, обыгрывая происхождение Бахрам-шаха (отец Давуд, дед Исхак), сравнивает Бахрам-шаха с Сулейманом.
Ф. Сюмер писал, что он был известен как добродетельный правитель. Турецкие историки отмечали, что Бахрам-шах был умным, нравственным, сострадательным по отношению к своему народу, защищал науку и учёных, был хорошо образован. Бахрам интересовался наукой, пригласил в свой дворец одного из известных учёных-медиков того времени, Абдуллатифа аль-Багдади, которому платил большие деньги. Согласно Ахмеду Эфлаки, отец Джелаладдина Руми, Бахаеддин Валад, приехав в Анатолию, был гостем Бахрам-шаха и его жены и 3—4 года преподавал в построенном для него в Эрзинджане медресе.
Ибн Биби, перечисляя достоинства эмира, писал, что он приходил на свадьбы и поминки в Эрзинджане, а если не мог прийти лично, то присылал деньги и еду. Зимой он возил на телегах еду в горы  для птиц и диких животных. Историки считают его самым важным и самым известным из представителей династии. По словам Ибн аль-Асира, его правление длилось более 60 лет. Он первым из Менгюджекогуллары начал чеканить монеты, самая старая из них датируется 563 годом (1167/68). На одной стороне этих монет имя Бахрам-шаха, а на другой — Кылыч-Арслана II.

## Семья
Жена — дочь султана Кылыч-Арслана II (тётя Иззеддина Кейкавуса). Ахмед Эфлаки назвал жену Бахрама Исметие-хатун.
- сын — Сельчук, управлял Кемахом при жизни отца[2]. Умер раньше Бахрам-шаха[6].
- дочь — Сельчук-хатун[2][6]. На ней женился сельджукский султан Кейкавус I примерно в 1216—1218 годах[6]. Этот брак ещё больше укрепил дружеские отношения между двумя династиями[7]. Ибн-Биби оставил описание этой свадьбы. Кейкавус отправил сватов в Эрзинджан и получил положительный ответ. Бахрам-шах, который начал подготовку к свадьбе, привёз известных портных и мастеров со всей страны. Платье невесты шили три месяца. В приданое Сельчук-хатун получила шёлковые платья, золото и украшения, рабов и рабынь, лошадей и мулов. Из Сиваса за невестой отправилась великолепная свадебная процессия. Свадьбу провёл Кади Садреддин. В Сивасе и Эрзинджане прошли пышные празднества. В Сивасе они длились неделю[6][14].

От неназванных матерей:
- сын — Алаеддин Давуд-шах II. Наследовал отцу[13].
- сын — Музафферуддин Мухаммед[2]. Был правителем Карахисара[13].
- дочь — Мелик-хатун. В 1213 году Бахрам-шах выдал её замуж за сельджукского правителя Эрзурума Мугисуддина Тугрул-шаха, сына Кылыч-Аслана II[2].